# 陳牧民
陳牧民，臺灣學者、中華民國外交官。畢業於國立臺灣大學政治學系學士、丹佛大學國際研究學院碩士／博士。曾任教於國立彰化師範大學政治學研究所、國立中興大學國際政治研究所，以及擔任財團法人臺灣智庫諮詢委員、臺中市政府國際事務委員會委員、國立中興大學國際事務處國際長、駐印度台北經濟文化中心公使銜副代表、國立中興大學法政學院副院長、財團法人臺灣民主基金會副執行長等職務，現任駐印度臺北經濟文化中心大使銜代表。

## 家庭
陳牧民的妻子是海洋委員會主任委員管碧玲辦公室主任陳鳳瑜，長期擔任政治幕僚，專研文化政策，從學生時代就喜歡看電影。在國立中興大學任教的陳牧民受出版社之邀，以電影通識課程出發寫國際關係相關書籍，於是請陳鳳瑜主筆電影部分，再由陳牧民將電影中的國際關係架構、現狀穿插進去，2014年兩人合作第一本書《電影與國際關係》，2018年再合作《電影與政治》一書。

## 研究專長
非傳統安全、中國與印度關係、南亚與中东區域研究、中國政經發展與兩岸關係、后实证主义國際關係理論等。

## 職業生涯
陳牧民曾在中國大陸、新加坡、印度、德國、斯里蘭卡等地擔任訪問學者。
2020年7月，外交部公告由外交部亞東太平洋司長葛葆萱擔任駐印度代表、國立中興大學國際事務處國際長陳牧民擔任駐印度副代表，分別負責推動兩國經貿關係與政軍安全的合作。陳牧民也是當時唯一從學界借調擔任駐印度副代表的案例。
2020年8月，民主進步黨立法院黨團原推舉陳牧民擔任「財團法人公共電視文化事業基金會第7屆董、監事審查委員會」委員，但獲任命駐印度副代表而請辭，改推舉蕭新煌遞補。
2021年4月，陳牧民與駐處人員感染嚴重特殊傳染性肺炎，5月搭乘醫療專機返臺治療。
2024年3月，陳牧民以教職借調方式出任駐印度副代表將於9月屆滿期限4年，因此獲准辭去副代表職務，為了準備回校授課，向外交部提出在5月離職。陳牧民表示，臺印關係要發展到像臺日或臺美關係這種程度，需要更多接觸。臺灣對印度還有許多互相不瞭解之處，包括做事模式、思維方式等，都需更多合作來溝通磨合。
2024年9月，財團法人臺灣民主基金會召開董事会，其中兩名副首席执行官由民主進步黨推薦，分別為前駐紐約辦事處長李光章、前駐印度副代表陳牧民。
2025年5月，特任國立中興大學法政學院副院長陳牧民為駐印度代表。6月宣誓、8月到任。

## 外部連結
- 陳牧民. . 南亞觀察. 2013年—2017年.
- 陳牧民. . 南亞觀察. 2021年—2024年.
- 陳牧民. . 報導者. 2019年—2020年.
- 陳牧民. . 思想坦克. 2018年—2024年.
- 陳牧民. . YouTube. 2024年—2025年.
- . Podcasts. 2024年7月5日.